# Министерство обороны Азербайджанской Республики
Министе́рство оборо́ны Азербайджа́нской Респу́блики (азерб. Azərbaycan Respublikası Müdafiə Nazirliyi), в 1918—1920 годах Военное министерство Азербайджанской народной республики (азерб.Azərbaycan Xalq Cümhuriyyətin Hərbi Nazirliyi) — государственный орган исполнительной власти (министерство), проводящий военную политику и осуществляющий государственное управление в сфере обороны Азербайджанской Республики. Глава военного ведомства министр обороны назначается на должность и отстраняется от должности Президентом Азербайджанской Республики.
Министр обороны Азербайджанской Республики с 22 октября 2013 года — генерал-полковник Закир Гасанов.

## История

### Период АДР
28 декабря 1918 года на заседании Парламента Азербайджанской Демократической Республики была оглашена декларация правительства Фатали Хана Хойского, в разделе «Армия» которой было заявленно: 
Одной из главных задач правительства является организация военной силы, могущей оберегать целостность территории. Сила эта, разумеется, должна быть обеспечена всем необходимым: оружием, амуницией, продовольствием и пр. Правительство немедленно же приступит к её организации.
Самые важные структурные подразделения и части армии должны были быть созданы до 1 ноября 1919 года: первая пехотная дивизия, состоящая из трех полков, артиллерийская дивизия, телеграфные, конные и пулеметные отряды, кавалерийская дивизия, состоящая из трех полков, воздушный отряд, железнодорожный батальон.
Важной задачей было создание Военного министерства. С 28 мая по 11 июня 1918 года обязанности военного министра исполнял Хосров-бек Султанов. 23 октября 1918 года было принято решение о создании Военного министерства. 7 ноября решение было официально оформлено, на должность военного министра был назначен Фатали-хан Хойский. С 26 декабря 1918 года должность военного министра стал исполнять Самедбек Мехмандаров, генерал от артиллерии Русской императорской армии, его заместителем был назначен генерал-лейтенант Али Ага Шихлинский.
26 июня 1918 года постановлением Совета Министров Мусульманский корпус был переименован в Отдельный Азербайджанский корпус составом в 5000 бойцов под командованием генерала Али Аги Шихлинского.

### Период Азербайджанской ССР
После установления советской власти военное министерство АДР было упразднено. 28 апреля 1920 года был образован Народный Комиссариат военно-морских дел. Главой комиссариата стал Чингиз Ильдрым. Началось формирование Азербайджанской Красной армии. 
1 февраля 1944 года был принят Закон СССР «О создании войсковых формирований союзных республик». В Конституцию СССР была внесена статья 18-6, согласно которой каждая союзная республика стала вправе иметь свои республиканские войсковые формирования.
8 марта 1944 года образован Народный комиссариат обороны Азербайджанской ССР. 29 июля 1947 года Народный комиссариат обороны преобразован в Министерство вооруженных сил Азербайджанской ССР.
14 июля 1950 года Министерство вооруженных сил Азербайджанской ССР преобразовано в Военное министерство Азербайджанской ССР.
18 апреля 1953 года Военное министерство Азербайджанской ССР преобразовано в Министерство обороны Азербайджанской ССР
20 июля 1971 года ЦК КП Азербайджана принял решение «О создании специализированной школы-интерната». В ноябре 1971 года состоялось открытие школы. Новому учебному заведению было присвоено имя комдива Джамшида Нахичеванского.

### Современный период
5 сентября 1991 года решением Верховного Совета Азербайджанской ССР, было создано Министерство обороны. 9 октября того же года было принято решение о создании Вооруженных сил Азербайджана.
10 апреля 1992 года создана Военная полиция Министерства обороны Азербайджана.
В 1993 году Гейдар Алиев пришел к власти. Он положил начало новому этапу процесса формирования вооружённых сил Азербайджана. Гейдар Алиев создал дисциплинированную армию, подчинявшуюся единому командованию.
В настоящее время армия Азербайджана обладает прочной материально-технической базой и обеспечивается современными видами вооружения. В укреплении армии, важным фактором является развитие международных отношений Министерства обороны Азербайджана.
Международная военная сотрудническая деятельность осуществляется посредством Министерства иностранных дел и другими государственными органами власти, учреждениями, организациями. Международное военное сотрудничество Министерства обороны, осуществляется в двустороннем и многостороннем формате с военными и международными организациями зарубежных государств в военно-политических, военно-образовательных и военно-технических областях. Основные направлениями международного военного сотрудничества являются:
- Двустороннее и многостороннее сотрудничество со странами региона и за ее пределами;
- Сотрудничество с евро-атлантическими структурами;
- Сотрудничество с международными организациями и оборонительными промышленными комплексами зарубежных государств;
- Военное, военно-политическое и военно-техническое сотрудничество по совершенствованию системы военной безопасности;
- Изучение новых программ и механизмов, примененных в Вооруженных Силах и международных организациях по изучению и применению современного мирового опыта военного строительства в направлении повышения и развития боевой способности вооруженных сил;
- Участие в инспекционной деятельности по Венскому документу 2011 года «О переговорах по укреплению доверия и мерах безопасности» и Договору 1990 года об обычных вооруженных силах в Европе;
- Расширение деятельности по предотвращению кризисов и вооруженных конфликтов;
- Расширение и развитие деятельности по выполнению обязательств и обязанностей, вытекающих из сотрудничества с международными организациями и военными организациями зарубежных государств в областях международного военного сотрудничества;
- Изучение международного опыта и возможности применения для внесения вклада в повышение уровня боевой подготовки и совместимости[11].

## Сотрудничество с НАТО
К программе НАТО «Партнерство ради мира» (ПРМ) Азербайджанская Республика присоединилась 4 мая 1994 года.
Миротворческий отряд Вооруженных Сил Азербайджанской Республики был создан в 1997 году, миротворческий батальон — в 2001 году.
Между Азербайджанской Республикой и НАТО в рамках «Программы Сотрудничества по Индивидуальному Партнерству», за 2017 год, предусмотрено участие более 1000 военнослужащих АР в 150 мероприятиях.

## Структура

### Операционный центр по кибербезопасности
5 июля 2022 года состоялось открытие Операционного центра по кибербезопасности Главного управления связи, информационных технологий и кибербезопасности Министерства обороны, в котором будет осуществляться деятельность по проведению цифровых расследований, отслеживанию и управлению ИКТ и системами командного управления, обнаружению угроз и т.д.

## Руководство
Министр — генерал-полковник Закир Гасанов
Начальник Генерального штаба — генерал-полковник Керим Велиев